# Касл Хилс (Тексас)
Касл Хилс (енгл. Castle Hills) град је у америчкој савезној држави Тексас. По попису становништва из 2010. у њему је живело 4.116 становника.

## Демографија
Према попису становништва из 2010. у граду је живело 4.116 становника, што је 86 (2,0%) становника мање него 2000. године.
| Група             | 2000.         | 2010.         |
| Белци             | 2.865 (68,2%) | 2.375 (57,7%) |
| Афроамериканци    | 27 (0,6%)     | 43 (1,0%)     |
| Азијати           | 74 (1,8%)     | 69 (1,7%)     |
| Хиспаноамериканци | 1.206 (28,7%) | 1.601 (38,9%) |
| Укупно            | 4.202         | 4.116         |